# CGS sustav
CGS sustav ili  Gaussov sustav jedinica je mjerni sustav koji za polazište ima osnovne jedinice: centimetar, gram i sekundu. 
| Veličina   | Jedinica      | Definicija                     | SI          |
| ---------- | ------------- | ------------------------------ | ----------- |
| dužina     | centimetar    | 1 cm                           | = 10−2 m    |
| masa       | gram          | 1 g                            | = 10−3 kg   |
| vrijeme    | sekunda       | 1 s                            | 1 s         |
| sila       | din           | 1 dyn = 1 g•cm/s²              | = 10−5 N    |
| energija   | erg           | 1 erg = 1 g•cm²/s²             | = 10−7 J    |
| snaga      | erg u sekundi | 1 erg/s = 1 g•cm²/s³           | = 10−7 W    |
| tlak       | barye         | 1 Ba = 1 dyn/cm² = 1 g/(cm•s²) | = 10-1 Pa   |
| viskoznost | poise         | 1 P = 1 g/(cm•s)               | = 10−1 Pa•s |

## Povijest
Sustav je 1832. predložio njemački matematičar Carl Friedrich Gauss, a kasnije su ga dopunili James Clerk Maxwell i William Thomson elektromagnetskim jedinicama. Danas je CGS sustav zamijenjen SI-sustavom i mjernim jedinicama koje su u njemu definirane.
Ipak se još i danas nailazi na jedinice CGS sustava, uglavnom u američkoj tehničkoj literaturi, u područjima elektrodinamike i astrofizike. Mnogi astronomi još uvijek tvrde da je CGS sustav jednostavniji za uporabu.